# Kabinett Attal

Offizielles Logo der Regierung der Französischen Republik mit dem Wahlspruch Liberté, Égalité, Fraternité

Das Kabinett Attal (französisch Gouvernement Gabriel Attalⓘ) war vom 9. Januar 2024 bis zum 5. September 2024 die amtierende Regierung der Französischen Republik unter Premierminister Gabriel Attal. Es war die 44. Regierung der Fünften Französischen Republik und die fünfte von Staatspräsident Emmanuel Macron ernannte Regierung. Vorgänger war das Kabinett Borne. Emmanuel Macron ernannte Gabriel Attal zum neuen Premierminister, nachdem Élisabeth Borne am 8. Januar 2024 ihren Rücktritt erklärt hatte und Macron diesen angenommen hatte. Nach der vorgezogenen Neuwahl 2024 bot Attal (wie in Frankreich nach Parlamentswahlen üblich) am 8. Juli seinen Rücktritt an; Macron lehnte diesen zunächst ab. Ein erneutes Rücktrittsgesuch am 16. Juli nahm Macron an; die Regierung blieb aber geschäftsführend im Amt.

## Regierungsbildung
Gabriel Attal wurde am 9. Januar 2024, einen Tag nach dem Rücktritt seiner Vorgängerin Élisabeth Borne, vom französischen Staatspräsidenten Emmanuel Macron zum neuen Premierminister ernannt. Macron beauftragte Attal mit der Bildung einer Regierung.

## Zusammensetzung
Am 11. Januar 2024 gab der Élysée-Palast die Zusammensetzung des Kabinetts Attal bekannt.
Am 8. Februar 2024 wurde das Ministerium für nationale Bildung, für Jugend, Sport und die Olympischen und Paralympischen Spiele in zwei Ministerien aufgeteilt und somit ein neues geschaffen (Ministerium für Sport und die Olympischen und Paralympischen Spiele und Ministerium für nationale Bildung und Jugend). Hierbei wurde die Bildungsministerin Amélie Oudéa-Castéra durch Nicole Belloubet ersetzt. Oudéa-Castéra war weiterhin als Sportministerin tätig; Belloubet übernahm die Funktion der Ministerin für nationale Bildung und Jugend.
Ab dem 8. Februar 2024 war ein weiterer Minister (Stanislas Guerini), dreizehn beigeordnete Minister und fünf Staatssekretäre im Amt.

### Premierminister
| Bild          | Name          | Funktion                                                                               | Partei | Partei           |
| ------------- | ------------- | -------------------------------------------------------------------------------------- | ------ | ---------------- |
| Gabriel Attal | Gabriel Attal | Premierminister der Französischen Republik Premier ministre de la République française |        | Renaissance (RE) |

### Minister
| Bild                 | Name                                       | Funktion | Partei | Partei                      |
| -------------------- | ------------------------------------------ | --- | ------ | --------------------------- |
| Bruno Le Maire       | Bruno Le Maire                             | Minister für Wirtschaft, Finanzen und die industrielle und digitale Souveränität Ministre de l’Économie, des Finances et de la Souveraineté industrielle et numérique |        | Renaissance (RE)            |
| Gérald Darmanin      | Gérald Darmanin                            | Minister des Innern und für die Übersee Ministre de l’Intérieur et des Outre-mer                                                                                      |        | Renaissance (RE)            |
| Catherine Vautrin    | Catherine Vautrin                          | Ministerin für Arbeit, Gesundheit und Solidarität Ministre du Travail, de la Santé et des Solidarités                                                                 |        | Divers droite (DVD)         |
| Amélie Oudéa-Castéra | Amélie Oudéa-Castéra (bis 7. Februar 2024) | Ministerin für nationale Bildung und Jugend Ministre de l’Éducation nationale et de la Jeunesse                                                                       |        | Renaissance (RE)            |
| Nicole Belloubet     | Nicole Belloubet (ab 8. Februar 2024)      | Ministerin für nationale Bildung und Jugend Ministre de l’Éducation nationale et de la Jeunesse                                                                       |        | Divers gauche (DVG)         |
| Marc Fesneau         | Marc Fesneau                               | Minister für Landwirtschaft und Ernährungssouveränität Ministre de l’Agriculture et de la Souveraineté alimentaire                                                    |        | Mouvement démocrate (MoDem) |
| Rachida Dati         | Rachida Dati                               | Ministerin für Kultur Ministre de la Culture |        | Divers droite (DVD)         |
| Sébastien Lecornu    | Sébastien Lecornu                          | Minister für Verteidigung Ministre des Armées |        | Renaissance (RE)            |
| Eric Dupond-Moretti  | Éric Dupond-Moretti                        | Siegelbewahrer, Minister für Justiz Garde des Sceaux, ministre de la Justice                                                                                          |        | parteilos                   |
| Stéphane Séjourné    | Stéphane Séjourné                          | Minister für Europa und Äußeres Ministre de l’Europe et des Affaires étrangères                                                                                       |        | Renaissance (RE)            |
| Christophe Béchu     | Christophe Béchu                           | Minister für den ökologischen Übergang und den territorialen Zusammenhalt Ministre de la Transition écologique et de la Cohésion des territoires                      |        | Horizons (HOR)              |
| Amélie Oudéa-Castéra | Amélie Oudéa-Castéra                       | Ministerin für Sport und die Olympischen und Paralympischen Spiele Ministre des Sports et des Jeux olympiques et paralympiques                                        |        | Renaissance (RE)            |
| Sylvie Retailleau    | Sylvie Retailleau                          | Ministerin für Hochschulbildung und Forschung Ministre de l’Enseignement supérieur et de la Recherche                                                                 |        | parteilos                   |
| Stanislas Guerini    | Stanislas Guerini (ab 8. Februar 2024)     | Minister für Transformation und den öffentlichen Dienst Ministre de la Transformation et de la Fonction publiques                                                     |        | Renaissance (RE)            |

### Beigeordnete Minister
| Bild                   | Name                                        | Funktion | zugeordnetes Ministerium                                                                                                 | Partei | Partei                                          |
| ---------------------- | ------------------------------------------- | --- | --- | ------ | ----------------------------------------------- |
| Prisca Thevenot        | Prisca Thevenot                             | Beigeordnete Ministerin für demokratische Erneuerung, Regierungssprecherin Ministre déléguée auprès du Premier ministre, chargée du Renouveau démocratique, porte-parole du Gouvernement                                                              | beim Premierminister |        | Renaissance (RE)                                |
| Marie Lebec            | Marie Lebec                                 | Beigeordnete Ministerin für die Beziehungen zum Parlament Ministre déléguée auprès du Premier ministre, chargée des Relations avec le Parlement | beim Premierminister |        | Renaissance (RE)                                |
| Aurore Bergé           | Aurore Bergé                                | Beigeordnete Ministerin für die Gleichstellung von Frauen und Männern und den Kampf gegen Diskriminierung Ministre déléguée auprès du Premier ministre, chargée de l’Egalité entre les femmes et les hommes et de la lutte contre les Discriminations | beim Premierminister |        | Renaissance (RE)                                |
| Roland Lescure         | Roland Lescure (ab 8. Februar 2024)         | Beigeordneter Minister für Industrie und Energie Ministre délégué chargé de l’Industrie et de l’Énergie | Ministerium für Wirtschaft, Finanzen und die industrielle und digitale Souveränität                                      |        | Renaissance (RE)                                |
| Olivia Grégoire        | Olivia Grégoire (ab 8. Februar 2024)        | Beigeordnete Ministerin für Wirtschaft, Tourismus und Konsum Ministre déléguée chargée des Entreprises, du Tourisme et de la Consommation | Ministerium für Wirtschaft, Finanzen und die industrielle und digitale Souveränität                                      |        | Renaissance (RE)                                |
| Thomas Cazenave        | Thomas Cazenave (ab 8. Februar 2024)        | Beigeordneter Minister für öffentliche Finanzen Ministre délégué chargé des Comptes publics | Ministerium für Wirtschaft, Finanzen und die industrielle und digitale Souveränität                                      |        | Renaissance (RE)                                |
| Dominique Faure        | Dominique Faure (ab 8. Februar 2024)        | Beigeordnete Ministerin für lokale Behörden und ländliche Angelegenheiten Ministre déléguée chargée des Collectivités territoriales et de la Ruralité                                                                                                 | Ministerium des Innern und für die Übersee, Ministerium für den ökologischen Übergang und den territorialen Zusammenhalt |        | Parti radical valoisien (PRV)                   |
| Marie Guévenoux        | Marie Guévenoux (ab 8. Februar 2024)        | Beigeordnete Ministerin für Überseegebiete Ministre déléguée chargée des Outre-mer | Ministerium des Innern und für die Übersee                                                                               |        | Renaissance (RE)                                |
| Sarah El Haïry         | Sarah El Haïry (ab 8. Februar 2024)         | Beigeordnete Ministerin für Kinder, Jugend und Familien Ministre déléguée chargée de l’Enfance, de la Jeunesse et des Familles | Ministerium für Justiz, Ministerium für nationale Bildung und Jugend, Ministerium für Arbeit, Gesundheit und Solidarität |        | Mouvement démocrate (MoDem)                     |
| Fadila Khattabi        | Fadila Khattabi (ab 8. Februar 2024)        | Beigeordnete Ministerin für ältere Menschen und Menschen mit Behinderungen Ministre déléguée chargée des Personnes âgées et des Personnes handicapées                                                                                                 | Ministerium für Arbeit, Gesundheit und Solidarität                                                                       |        | Renaissance (RE)                                |
| Frédéric Valletoux     | Frédéric Valletoux (ab 8. Februar 2024)     | Beigeordneter Minister für Gesundheit und Prävention Ministre délégué chargé de la Santé et de la Prévention | Ministerium für Arbeit, Gesundheit und Solidarität                                                                       |        | Horizons (HOR)                                  |
| Agnès Pannier-Runacher | Agnès Pannier-Runacher (ab 8. Februar 2024) | Beigeordnete Ministerin ohne Geschäftsbereich Ministre déléguée sans portefeuille | Ministerium für Landwirtschaft und Ernährungssouveränität                                                                |        | Renaissance (RE) – Territoires de Progrès (TDP) |
| Franck Riester         | Franck Riester (ab 8. Februar 2024)         | Beigeordneter Minister, zuständig für Außenhandel, Attraktivität, Frankophonie und Franzosen im Ausland Ministre délégué chargé du Commerce extérieur, de l’Attractivité, de la Francophonie et des Français de l’étranger                            | Ministerium für Europa und Äußeres                                                                                       |        | Renaissance (RE)                                |
| Jean-Noël Barrot       | Jean-Noël Barrot (ab 8. Februar 2024)       | Beigeordneter Minister für Europa Ministre délégué chargé de l’Europe | Ministerium für Europa und Äußeres                                                                                       |        | Mouvement démocrate (MoDem)                     |
| Patrice Vergriete      | Patrice Vergriete (ab 8. Februar 2024)      | Beigeordneter Minister für Verkehr Ministre délégué chargé des Transports | Ministerium für den ökologischen Übergang und den territorialen Zusammenhalt                                             |        | Divers gauche (DVG)                             |
| Guillaume Kasbarian    | Guillaume Kasbarian (ab 8. Februar 2024)    | Beigeordneter Minister für Wohnungswesen Ministre délégué chargé du Logement | Ministerium für den ökologischen Übergang und den territorialen Zusammenhalt                                             |        | Renaissance (RE)                                |

### Staatssekretäre
| Bild                     | Name                                          | Funktion | zugeordnetes Ministerium                                                                                                 | Partei | Partei                      |
| ------------------------ | --------------------------------------------- | --- | --- | ------ | --------------------------- |
| Marina Ferrari           | Marina Ferrari (ab 8. Februar 2024)           | Staatssekretärin für Digitales Secrétaire d’État chargée du Numérique                                                                             | Ministerium für Wirtschaft, Finanzen und die industrielle und digitale Souveränität                                      |        | Mouvement démocrate (MoDem) |
| Sabrina Agresti-Roubache | Sabrina Agresti-Roubache (ab 8. Februar 2024) | Staatssekretärin für Stadt und Staatsbürgerschaft Secrétaire d’État chargée de la Ville et de la Citoyenneté                                      | Ministerium des Innern und für die Übersee, Ministerium für den ökologischen Übergang und den territorialen Zusammenhalt |        | Renaissance (RE)            |
| Patricia Mirallès        | Patricia Mirallès (ab 8. Februar 2024)        | Staatssekretärin für Veteranen und Erinnerung Secrétaire d’État chargée des Anciens combattants et de la Mémoire                                  | Ministerium für Verteidigung                                                                                             |        | Renaissance (RE)            |
| Chrysoula Zacharopoulou  | Chrysoula Zacharopoulou (ab 8. Februar 2024)  | Staatssekretärin für Entwicklung und internationale Partnerschaften Secrétaire d’État chargée du Développement et des Partenariats internationaux | Ministerium für Europa und Äußeres                                                                                       |        | Renaissance (RE)            |
|                          | Hervé Berville (ab 8. Februar 2024)           | Staatssekretär für Meer und Biodiversität Secrétaire d’État chargé de la Mer et de la Biodiversité                                                | Ministerium für den ökologischen Übergang und den territorialen Zusammenhalt                                             |        | Renaissance (RE)            |